# Max Arias-Schreiber Pezet
Max Arias-Schreiber Pezet, (Lima, 3 de enero de 1923 - Lima, 4 de marzo de 2004) fue un abogado y jurista peruano.

## Educación y vida académica
Su padre fue el médico y diputado por Áncash (1950-1956) Max Arias Schreiber, hijo del jurista Diómedes Arias de Arriaga y de la dama huaracina Edelmira Hortensia Schreiber Waddington. Su madre fue Elvira Pezet Miró Quesada, hija de Víctor Pezet Eastled-Alcock y María Teresa Miró Quesada Ingunza. Fue sobrino de Diómedes Arias Schreiber y Ricardo Rivera Schreiber, también sobrino nieto del político huaracino Germán Schreiber Waddington (Primer ministro entre 1910 y 1915) y tataranieto del presidente Juan Antonio Pezet. 
Hizo sus estudios escolares en el Colegio Sagrados Corazones Recoleta, de los padres franceses, y, luego de que su padre obtuviera una subvención del gobierno para trasladarse a Europa, en el exclusivo Institut Le Rosey de Suiza.
En 1942, ingresó a la Pontificia Universidad Católica, pero después se trasladó a la Facultad de Letras y Derecho de la Universidad Nacional Mayor de San Marcos, de la que egresó en 1948. 
Su tesis de bachiller en Derecho, Los Derechos Reales en el Código Civil de 1936 fue aprobada con nota sobresaliente y obtuvo el Premio Nacional de Cultura “Javier Prado”, del año 1950. Se graduó de abogado a fines de 1950 con dispensa de la sustentación del expediente penal. Obtuvo el título de Doctor en Derecho en 1962. 
Se inició en la cátedra sanmarquina dictando el curso Contratos y demás cursos de Derecho Civil, desde 1956 hasta 1985, en que se jubiló. Ha dictado Contratos en la Facultad de Derecho de la Pontificia Universidad Católica del Perú (l958-1959); Familia en la Facultad de Derecho de la Universidad de Lima (1983-1985); “Contratos Modernos" en la Facultad de Derecho de la Universidad San Martín de Porres (1998-1999). Desde 1996 hasta el 2002, enseñó “Contratos” en la Maestría de la Dirección de Empresas Constructoras e Inmobiliarias (M.D.I.); fue profesor Emérito de San Marcos y profesor Extraordinario de las Universidades de Lima, San Martín de Porres, Garcilaso de la Vega, Federico Villareal, Universidad Femenina del Sagrado Corazón (UNIFE), Santa María y San Agustín (Arequipa), Pedro Ruiz Gallo (Chiclayo), Antenor Orrego (Trujillo) y doctor honoris causa de la Universidad Privada San Pedro de Chimbote. Dos promociones sanmarquinas llevan su nombre.
Ha intervenido como ponente en Congresos Internacionales de abogados destacando los realizados en Madrid, Buenos Aires, Córdoba, Mendoza y Lima. Igualmente, ha intervenido en Congresos Nacionales realizados en Lima, Arequipa, Trujillo, Chiclayo y Piura. 
Ha sido conferencista en diversas facultades de Derecho de las universidades peruanas, así como en los colegios de abogados del Perú y España.

## Obras y publicaciones
Ha escrito “Los Derechos Reales en el Código Civil de 1936”, “La Compra-venta”, y su obra más extensa: la Exégesis de Código Civil Peruano, consistente de nueve volúmenes; “El Decanato”; “Los Contratos Modernos” tomos I y II; “Luces y sombras del Código Civil” tomos I y II; “Contratos Modernos” (actualización); “La Técnica Contractual” tomos I, II y III. Además de los libros, escribió numerosos artículos en revistas de especialidad jurídica en Lima y provincias.
Su obra "Exégesis del Código Civil Peruano de 1984" (publicada en Lima por vez primera en 1986, y que a la fecha lleva varias ediciones) constituye en uno de los textos más utilizados por los estudiantes y especialistas de Derecho Civil.

## Vida pública
En 1956 fue nombrado miembro fundador de la Comisión Encargada de la Revisión y Estudio del Código Civil de 1936. Dicha comisión elaboró el proyecto de nuevo código civil que fue promulgado en 1984, siendo ministro de Justicia. 
Fue también concejal de la Municipalidad de San Isidro en 1958 y 1959; director del Banco Central de Reserva del Perú de julio a octubre de 1968; decano del Colegio de Abogados de Lima en 1981 y reelegido en 1982; ministro de Justicia del segundo gobierno de Fernando Belaúnde Terry en 1984; presidente de la Junta de Vigilancia de los Registros Públicos en 1982 y 1984; embajador especial ante Brasil y Paraguay durante el conflicto con Ecuador (1984) y miembro de la Comisión Encargada del Estudio y Revisión del Código Civil de 1984, y posteriormente consultor de la misma durante los años 1998, 1999, 2000, 2001 y 2002.

## Distinciones y condecoraciones
- Premio de Fomento a la Cultura “Javier Prado” por la mejor tesis universitaria, 1950.
- Primer Premio otorgado por el Colegio de Abogados de Lima, por el trabajo “La Compraventa”, 1959.
- Medalla “Centenario 2 de mayo de 1886”, 1966.
- “Cruz Peruana al Mérito Naval”, 1972.
- Trofeo Victoria, otorgado por el Círculo de Periodistas Deportivos, 1981.
- Laureles de Docencia Sanmarquina, 1994.
- Laureles Magisteriales en el Grado de Amauta, 1997.
- Condecoración de “Amauta”, 1997.
- Condecoración “Vicente Morales y Duárez” otorgada por el Colegio de Abogados de Lima, 1999.
- Condecoración “Francisco García Calderón”, otorgada por el Colegio de Abogados de Lima, 2003.
- Condecoración “José Sánchez Faustino Carrión” otorgada por el Colegio de Abogados de La Libertad, 1999.
- Académico de Número, Vicepresidente y Presidente de la Academia Peruana de Derecho, desde 1992 hasta el 2002. Elegido Presidente de la misma institución por el período 2002-2003, y reelegido para el período 2003-2004.
- Académico de Honor de la Real Academia de Jurisprudencia y Legislación de Madrid, 1996.
- Miembro Correspondiente de la Academia Nacional de Derecho y Ciencias Sociales de Córdoba, República Argentina, 1992.
- Miembro Honorario del Colegio de Abogados de Buenos Aires, República Argentina, 1982.
- Miembro Honorario de los Colegios de Abogados de Arequipa, Piura, Huánuco, Ancash, La Libertad, Tacna, Tumbes, Lambayeque, Ucayali, Pasco.

## Árbol genealógico
|  |                                                 |  |  |  |  |  |  |  |  |  |  |  |  |  |  |  |
|  | 16. Agustín Arias Soto                          |  |  |  |  |  |  |  |  |  |  |  |  |  |  |  |
|  |                                                 |  |  |  |  |  |  |  |  |  |  |  |  |  |  |  |
|  |                                                 |  |  |  |  |  |  |  |  |  |  |  |  |  |  |  |
|  | 8. Hipólito Arias Soto y Sotomayor              |  |  |  |  |  |  |  |  |  |  |  |  |  |  |  |
|  |                                                 |  |  |  |  |  |  |  |  |  |  |  |  |  |  |  |
|  |                                                 |  |  |  |  |  |  |  |  |  |  |  |  |  |  |  |
|  | 17. Josefa Sotomayor                            |  |  |  |  |  |  |  |  |  |  |  |  |  |  |  |
|  |                                                 |  |  |  |  |  |  |  |  |  |  |  |  |  |  |  |
|  |                                                 |  |  |  |  |  |  |  |  |  |  |  |  |  |  |  |
|  | 4. Diómedes Enrique Arias de Arriaga            |  |  |  |  |  |  |  |  |  |  |  |  |  |  |  |
|  |                                                 |  |  |  |  |  |  |  |  |  |  |  |  |  |  |  |
|  |                                                 |  |  |  |  |  |  |  |  |  |  |  |  |  |  |  |
|  | 18. José Gregorio de Arriaga Saldívar           |  |  |  |  |  |  |  |  |  |  |  |  |  |  |  |
|  |                                                 |  |  |  |  |  |  |  |  |  |  |  |  |  |  |  |
|  |                                                 |  |  |  |  |  |  |  |  |  |  |  |  |  |  |  |
|  | 9. Brígida de Arriaga y Arias                   |  |  |  |  |  |  |  |  |  |  |  |  |  |  |  |
|  |                                                 |  |  |  |  |  |  |  |  |  |  |  |  |  |  |  |
|  |                                                 |  |  |  |  |  |  |  |  |  |  |  |  |  |  |  |
|  | 19. Martina Arias Vidaurre                      |  |  |  |  |  |  |  |  |  |  |  |  |  |  |  |
|  |                                                 |  |  |  |  |  |  |  |  |  |  |  |  |  |  |  |
|  |                                                 |  |  |  |  |  |  |  |  |  |  |  |  |  |  |  |
|  | 2. Max Arias Schreiber                          |  |  |  |  |  |  |  |  |  |  |  |  |  |  |  |
|  |                                                 |  |  |  |  |  |  |  |  |  |  |  |  |  |  |  |
|  |                                                 |  |  |  |  |  |  |  |  |  |  |  |  |  |  |  |
|  | 20. Lorenzo Schreiber                           |  |  |  |  |  |  |  |  |  |  |  |  |  |  |  |
|  |                                                 |  |  |  |  |  |  |  |  |  |  |  |  |  |  |  |
|  |                                                 |  |  |  |  |  |  |  |  |  |  |  |  |  |  |  |
|  | 10. Aloys Schreiber                             |  |  |  |  |  |  |  |  |  |  |  |  |  |  |  |
|  |                                                 |  |  |  |  |  |  |  |  |  |  |  |  |  |  |  |
|  |                                                 |  |  |  |  |  |  |  |  |  |  |  |  |  |  |  |
|  | 21. Mariana Frieba                              |  |  |  |  |  |  |  |  |  |  |  |  |  |  |  |
|  |                                                 |  |  |  |  |  |  |  |  |  |  |  |  |  |  |  |
|  |                                                 |  |  |  |  |  |  |  |  |  |  |  |  |  |  |  |
|  | 5. Edelmira Hortensia Schreiber Waddington      |  |  |  |  |  |  |  |  |  |  |  |  |  |  |  |
|  |                                                 |  |  |  |  |  |  |  |  |  |  |  |  |  |  |  |
|  |                                                 |  |  |  |  |  |  |  |  |  |  |  |  |  |  |  |
|  | 22. George Augustus Waddington                  |  |  |  |  |  |  |  |  |  |  |  |  |  |  |  |
|  |                                                 |  |  |  |  |  |  |  |  |  |  |  |  |  |  |  |
|  |                                                 |  |  |  |  |  |  |  |  |  |  |  |  |  |  |  |
|  | 11. Julia Esther Waddington                     |  |  |  |  |  |  |  |  |  |  |  |  |  |  |  |
|  |                                                 |  |  |  |  |  |  |  |  |  |  |  |  |  |  |  |
|  |                                                 |  |  |  |  |  |  |  |  |  |  |  |  |  |  |  |
|  | 23. Lorenza Carballido Mejía Maldonado          |  |  |  |  |  |  |  |  |  |  |  |  |  |  |  |
|  |                                                 |  |  |  |  |  |  |  |  |  |  |  |  |  |  |  |
|  |                                                 |  |  |  |  |  |  |  |  |  |  |  |  |  |  |  |
|  | 1. Max Arias-Schreiber Pezet                    |  |  |  |  |  |  |  |  |  |  |  |  |  |  |  |
|  |                                                 |  |  |  |  |  |  |  |  |  |  |  |  |  |  |  |
|  |                                                 |  |  |  |  |  |  |  |  |  |  |  |  |  |  |  |
|  | 24. Juan Antonio Pezet y Rodríguez de la Piedra |  |  |  |  |  |  |  |  |  |  |  |  |  |  |  |
|  |                                                 |  |  |  |  |  |  |  |  |  |  |  |  |  |  |  |
|  |                                                 |  |  |  |  |  |  |  |  |  |  |  |  |  |  |  |
|  | 12. Juan Federico Pezet y Tirado                |  |  |  |  |  |  |  |  |  |  |  |  |  |  |  |
|  |                                                 |  |  |  |  |  |  |  |  |  |  |  |  |  |  |  |
|  |                                                 |  |  |  |  |  |  |  |  |  |  |  |  |  |  |  |
|  | 25. Juana de Tirado y Coronel-Zegarra           |  |  |  |  |  |  |  |  |  |  |  |  |  |  |  |
|  |                                                 |  |  |  |  |  |  |  |  |  |  |  |  |  |  |  |
|  |                                                 |  |  |  |  |  |  |  |  |  |  |  |  |  |  |  |
|  | 6. Víctor Pezet Eastled-Alcock                  |  |  |  |  |  |  |  |  |  |  |  |  |  |  |  |
|  |                                                 |  |  |  |  |  |  |  |  |  |  |  |  |  |  |  |
|  |                                                 |  |  |  |  |  |  |  |  |  |  |  |  |  |  |  |
|  | 26. John William Eastted Endrews, Esq.          |  |  |  |  |  |  |  |  |  |  |  |  |  |  |  |
|  |                                                 |  |  |  |  |  |  |  |  |  |  |  |  |  |  |  |
|  |                                                 |  |  |  |  |  |  |  |  |  |  |  |  |  |  |  |
|  | 13. Elizabeth Emma Eastled Alcock               |  |  |  |  |  |  |  |  |  |  |  |  |  |  |  |
|  |                                                 |  |  |  |  |  |  |  |  |  |  |  |  |  |  |  |
|  |                                                 |  |  |  |  |  |  |  |  |  |  |  |  |  |  |  |
|  | 27. Harriet Alcock Ekelso                       |  |  |  |  |  |  |  |  |  |  |  |  |  |  |  |
|  |                                                 |  |  |  |  |  |  |  |  |  |  |  |  |  |  |  |
|  |                                                 |  |  |  |  |  |  |  |  |  |  |  |  |  |  |  |
|  | 3. Elvira Pezet Miró-Quesada                    |  |  |  |  |  |  |  |  |  |  |  |  |  |  |  |
|  |                                                 |  |  |  |  |  |  |  |  |  |  |  |  |  |  |  |
|  |                                                 |  |  |  |  |  |  |  |  |  |  |  |  |  |  |  |
|  | 28. Tomás Gómez Miró Rubini                     |  |  |  |  |  |  |  |  |  |  |  |  |  |  |  |
|  |                                                 |  |  |  |  |  |  |  |  |  |  |  |  |  |  |  |
|  |                                                 |  |  |  |  |  |  |  |  |  |  |  |  |  |  |  |
|  | 14. Joaquín Miró Quesada                        |  |  |  |  |  |  |  |  |  |  |  |  |  |  |  |
|  |                                                 |  |  |  |  |  |  |  |  |  |  |  |  |  |  |  |
|  |                                                 |  |  |  |  |  |  |  |  |  |  |  |  |  |  |  |
|  | 29. Josefa de Quesada Velarde                   |  |  |  |  |  |  |  |  |  |  |  |  |  |  |  |
|  |                                                 |  |  |  |  |  |  |  |  |  |  |  |  |  |  |  |
|  |                                                 |  |  |  |  |  |  |  |  |  |  |  |  |  |  |  |
|  | 7. María Teresa Miró-Quesada Ingunza            |  |  |  |  |  |  |  |  |  |  |  |  |  |  |  |
|  |                                                 |  |  |  |  |  |  |  |  |  |  |  |  |  |  |  |
|  |                                                 |  |  |  |  |  |  |  |  |  |  |  |  |  |  |  |
|  | 30. Miguel M. de Ingunza Basualdo               |  |  |  |  |  |  |  |  |  |  |  |  |  |  |  |
|  |                                                 |  |  |  |  |  |  |  |  |  |  |  |  |  |  |  |
|  |                                                 |  |  |  |  |  |  |  |  |  |  |  |  |  |  |  |
|  | 15. Teresa de Ingunza y Lúcar                   |  |  |  |  |  |  |  |  |  |  |  |  |  |  |  |
|  |                                                 |  |  |  |  |  |  |  |  |  |  |  |  |  |  |  |
|  |                                                 |  |  |  |  |  |  |  |  |  |  |  |  |  |  |  |
|  | 31. Melchora Lúcar Crespo Lemos .               |  |  |  |  |  |  |  |  |  |  |  |  |  |  |  |
|  |                                                 |  |  |  |  |  |  |  |  |  |  |  |  |  |  |  |
|  |                                                 |  |  |  |  |  |  |  |  |  |  |  |  |  |  |  |